# Casalino
Casalino (Casalìn in piemontese) è un comune italiano di 1 537 abitanti della provincia di Novara in Piemonte.
Si configura come un tranquillo centro agricolo, sfiorato solo dall'autostrada A26 dei Trafori, dalla ferrovia Torino-Milano, e dalla stessa Strada Statale 11 Padana Superiore, nonché dalla vicinanza col capoluogo Novara.

## Geografia fisica
Casalino sorge nella pianura novarese, a 15 km a sud-ovest di Novara e a 12 km a nord-est di Vercelli. 

## Storia

### Simboli
Lo stemma e il gonfalone sono stati concessi con decreto del presidente della Repubblica del 28 luglio 1977.
Lo stemma è d'oro, al castello di rosso, munito di due torri merlate alla guelfa, sormontato da una colomba volante d'argento in volo, tenente nel becco un ramoscello d'olivo, il castello fondato su campagna di azzurro, caricata di un bue d'argento, accovacciato e accostato, da un lato, da due spighe di grano e, dall’altro, da due spighe di riso, d'oro, passate in decusse.
Il gonfalone è un drappo troncato di azzurro e giallo.

## Monumenti e luoghi d'interesse

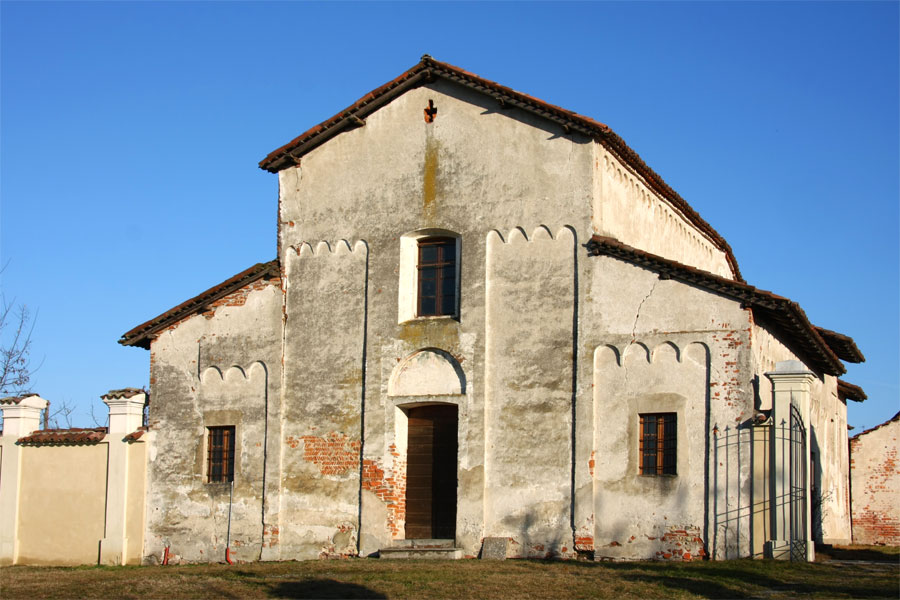
Chiesa di San Pietro

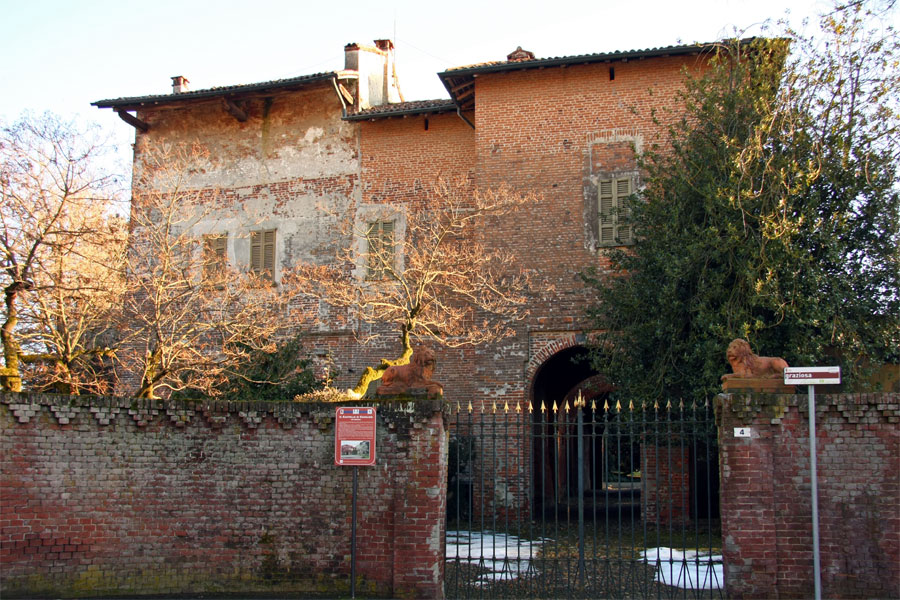
Castello di Casalino

### Chiesa di San Pietro
Si tratta della vecchia chiesa parrocchiale di Casalino datata con ogni probabilità alla fine dell'XI secolo.
La prima testimonianza certa della chiesa di San Pietro risale infatti al 25 maggio 1194, data in cui fu stipulato il trattato di pace fra novaresi e vercellesi (noto come pace di Casalino).
L'edificio è a tre navate coperte da tetto ligneo. Fu decorata con affreschi nella seconda metà del Quattrocento, come attesta la lunetta della facciata, datata 1479.
Tra la fine del Cinquecento e l'inizio del Seicento venne abbattuta l'abside.
Nel XIX secolo venne pesantemente intonacata all'esterno e all'interno, ora decorato da profilature che richiamano lo stile gotico.
Attualmente è chiusa al culto.

### Chiesa parrocchiale dei Santi Pietro e Paolo
Dedicata ai santi Pietro e Paolo, fu costruita verso la metà dell'Ottocento su disegno dell'architetto Luigi Cerasoli per volere del parroco don Giuseppe Silva. È una chiesa neoclassica che si apre con un grandioso pronao costituito da quattro grandi colonne in granito rosso di Baveno.
All'interno possiede tre altari: quello maggiore è costruito in marmo. Un dipinto raffigura la Madonna del Rosario e due altri dipinti del novarese Andrea Miglio raffigurano i santi patroni.
Lo scultore Sella realizzò la statua lignea della Vergine.
Fu dipinta e decorata nel 1843 da Gaspare Ranieri e poi, una seconda volta, nel 1913 sulla base del progetto di Giovanni Stura di Torino, dal pittore Aluffi.
Nel 1924 fu arricchita con un nuovo organo fabbricato dalla ditta Aletti di Monza.

### Monumento dei sette martiri
Si tratta di un monumento situato in fregio alla strada provinciale (Sp.10) tra Casalino e Cameriano, luogo in cui 7 partigiani di Casalino il 30 marzo 1945, furono fucilati da una pattuglia fascista. All'interno dell'area si trovano sette croci con inciso il nome.

### Altri monumenti
Casalino
- Castello di Casalino[6]
- Parete dei Santi
- Cappella dell'Annunziata

Cameriano
- Castello di Cameriano[7]
- Chiesa parrocchiale di Santo Stefano
- Cascina Isola di Peltrengo (XI secolo)

Ponzana
- Castello di Ponzana[8]
- Chiesa parrocchiale di Santa Maria Assunta
- Oratorio di San Martino
- Casa Shalom (Ponzana)

Orfengo
- Oratorio della Madonna della Pizzotta

## Società

### Evoluzione demografica
Abitanti censiti

## Geografia antropica
È composto dal capoluogo Casalino di circa 450 abitanti, la frazione maggiore Cameriano, posto sulla strada statale Padana Superiore, sede di caserma dei carabinieri, con circa 900 abitanti, mentre i restanti abitanti risiedono fra le piccole frazioni di Orfengo, Ponzana e le innumerevoli cascine per un totale di 39,49 km².
Confina a nord con San Pietro Mosezzo, a nord-est con Novara, ad est con Granozzo con Monticello, a sud-est con Confienza (PV), a sud con Vinzaglio, ad ovest con Borgo Vercelli (VC), Casalvolone e Casalbeltrame. 

## Amministrazione
Di seguito è presentata una tabella relativa alle amministrazioni che si sono succedute in questo comune.
| Periodo        | Periodo        | Primo cittadino  | Partito                                                          | Carica  | Note   |
| -------------- | -------------- | ---------------- | ---------------------------------------------------------------- | ------- | ------ |
| 27 maggio 1985 | 22 maggio 1990 | Bruno Pozzato    | Partito Comunista Italiano                                       | Sindaco | [ 10 ] |
| 22 maggio 1990 | 24 aprile 1995 | Bruno Pozzato    | Partito Comunista Italiano, Partito della Rifondazione Comunista | Sindaco | [ 10 ] |
| 24 aprile 1995 | 14 giugno 1999 | Massimo Rossi    | -                                                                | Sindaco | [ 10 ] |
| 14 giugno 1999 | 14 giugno 2004 | Massimo Rossi    | -                                                                | Sindaco | [ 10 ] |
| 14 giugno 2004 | 8 giugno 2009  | Sergio Ferrari   | lista civica                                                     | Sindaco | [ 10 ] |
| 8 giugno 2009  | 26 maggio 2014 | Sergio Ferrari   | lista civica                                                     | Sindaco | [ 10 ] |
| 26 maggio 2014 | 27 maggio 2019 | Sergio Ferrari   | lista civica Comunità vive                                       | Sindaco | [ 10 ] |
| 27 maggio 2019 | 9 giugno 2024  | Alessandro Mazza | lista civica Comunità vive                                       | Sindaco | [ 10 ] |

## Galleria d'immagini

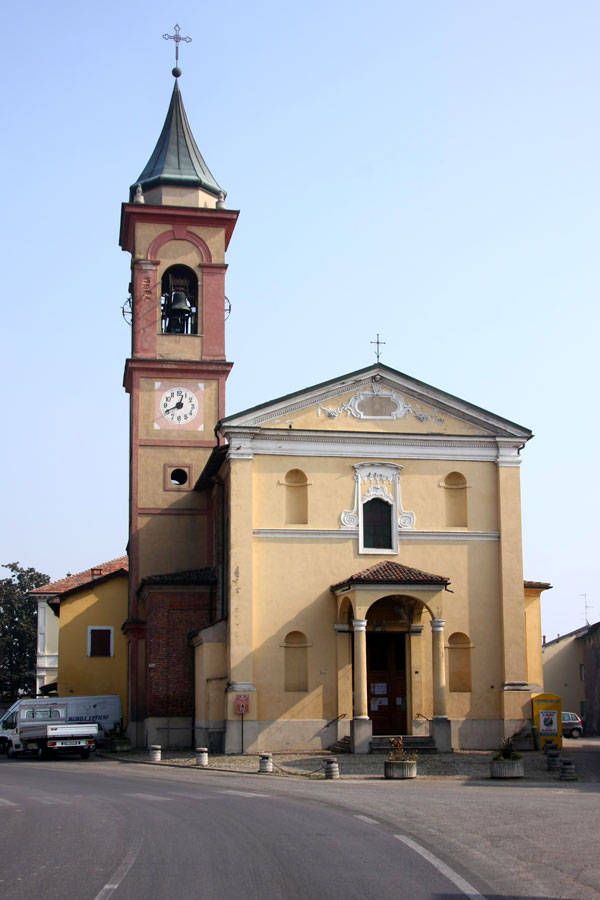
Parrocchiale di Cameriano
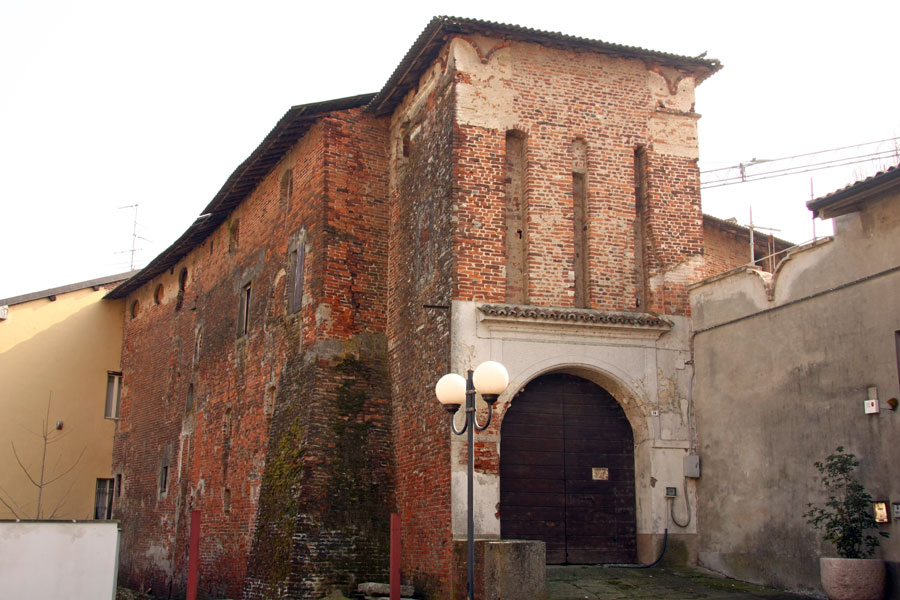
Castello di Cameriano
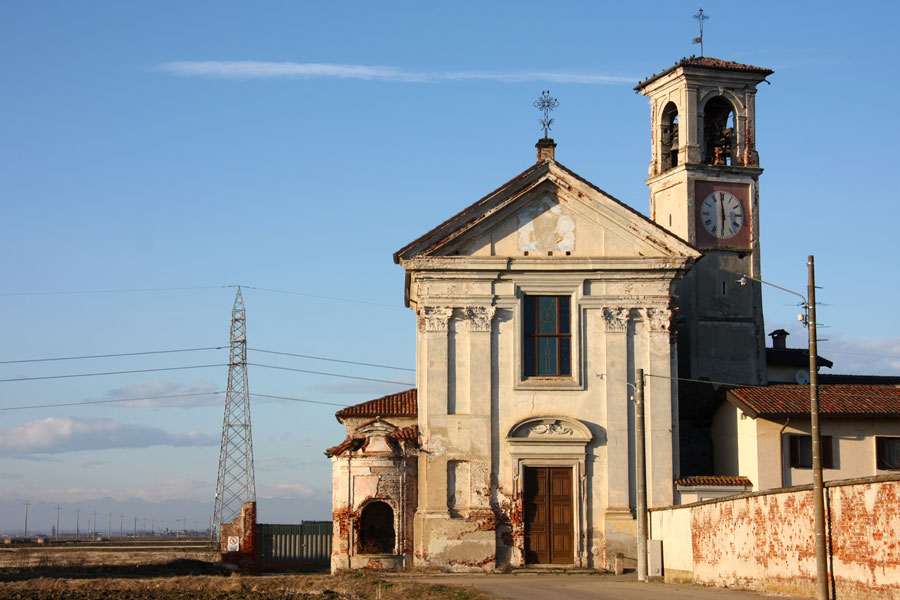
Parrocchiale di Ponzana
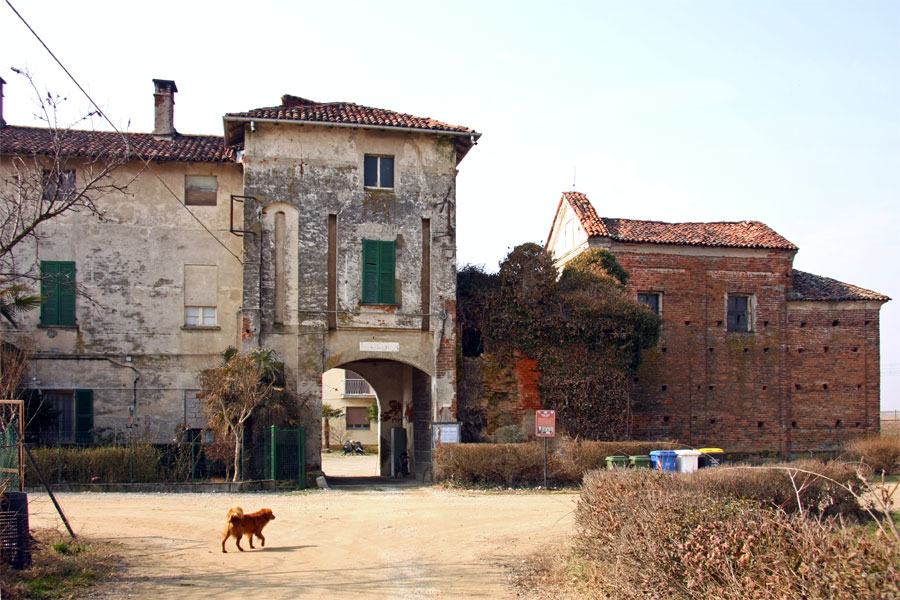
Cascina Isola di Peltrengo